# 35e régiment d’infanterie
Das 35e régiment d’infanterie (dt.: 35. Infanterieregiment) ist ein aktiver Verband der französischen Armee. Nach dem Ersten Weltkrieg erhielt es den Ehrennamen „As de Trêfle“ (Kreuz-As).
Vor der Einführung der Nummerierung der Regimenter am 1. Januar 1791 führte es in der königlich französischen Armee zuletzt den Namen Régiment de Nemond.

## Aufstellung und Namensänderungen in chronologischer Reihenfolge
Das Regiment wurde während des Ancien Régime im Jahre 1604 von einem Lothringischen Herrn „de Némond“ geworben und aufgestellt.
- 1618: umbenannt in Régiment de la Force
- 1661: umbenannt in Régiment de Durfort-Montgomery
- 1665: umbenannt in Régiment de Durfort-Rauzan
- 1669: umbenannt in Régiment Duc d’Anjou
- 1670: umbenannt in Régiment d’Anjou
- 1753: umbenannt in Régiment d’Aquitaine
- 1776: aus dem 2. und 4. Bataillon wird das neue Régiment d’Anjou aufgestellt
- 1791: umbenannt in 35e régiment d’Infanterie de ligne
- 1793: umgegliedert in 35e demi-brigade de bataille aus den folgenden Einheiten:
  - 1e bataillon des 18e régiment d’infanterie de ligne;
  - 3e und 4e bataillon des volontaires[1] de la Meurthe.
- 1796: umgegliedert in 35e demi-brigade d’Infanterie de ligne aus den folgenden Einheiten:
  - 114e demi-brigade de bataille (war aus Teilen des 2e bataillon des 57e régiment d'Infanterie de ligne, dem 10e und 14e bataillon des Volontaires de la Gironde aufgestellt);
  - dem 1e und 2e bataillon des volontaires de Lot-et-Garonne und Landes;
  - der 29e demi-brigade légère (aufgestellt aus Teilen des 29e bataillon de chasseurs à pied, dem 30e bataillon de chasseurs à pied (Jäger zu Fuß) und dem 3e bataillon de chasseurs des montagnes (Gebirgsjäger));
  - dem 9e bataillon de volontaires de Dordogne;
  - dem 4e bataillon de volontaires de Vaucluse.
- 1799: 35e demi-brigade d’infanterie de ligne
- 1803: 35e régiment d’infanterie de ligne
- 1871: 35e régiment d’infanterie gebildet aus 35e régiment d'infanterie de ligne und dem 35e régiment d'infanterie de marche[2]
- 1914: Bei der Mobilisierung wurde Personal zur Aufstellung des „235e régiment d'infanterie“ abgegeben
- 1945: 35e régiment d’infanterie (Wiederaufstellung)
- 1962: 1/35e bataillon d’Infanterie (nur dieses eine Bataillon aktiv)
- 1964: 35e régiment d’infanterie mécanisé[3]
- 1975: 35e régiment d’infanterie

## Fahnen und Uniformen im Königreich

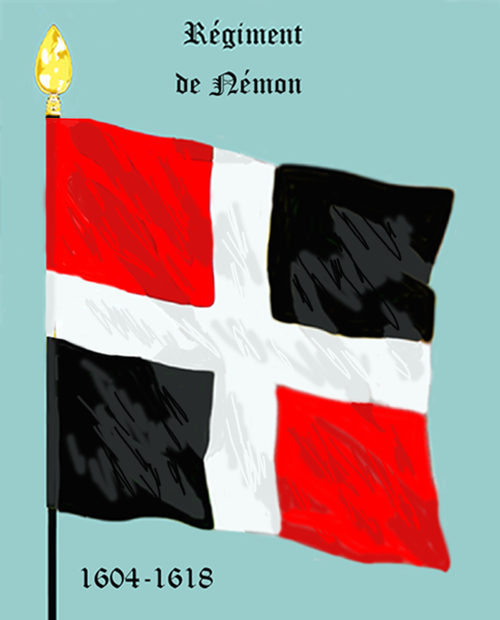
Fahne des Rég de Némon 1604–1618
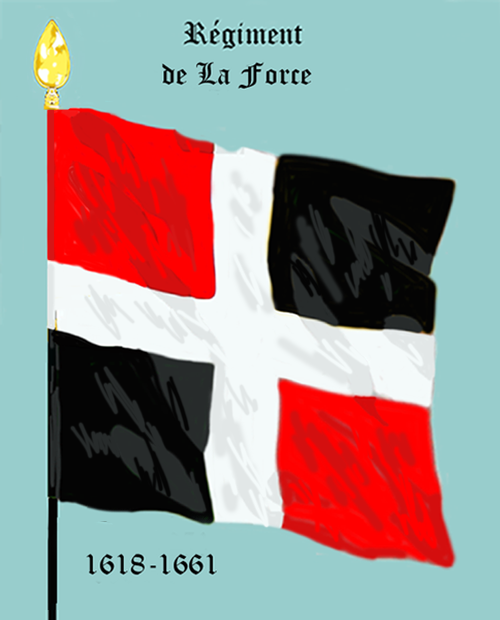
Fahne des Rég de La Force 1618–1661
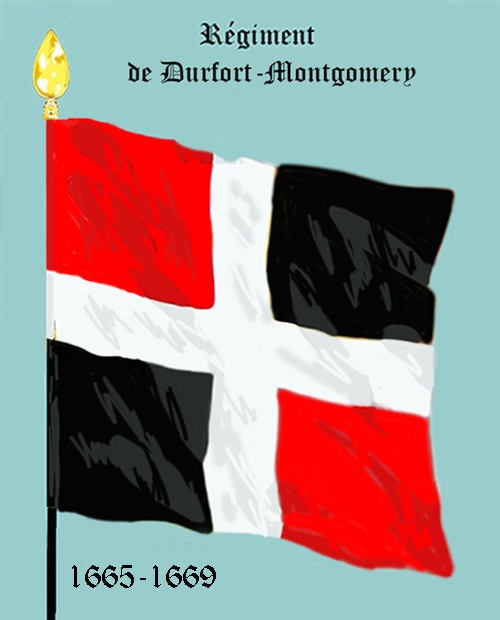
Fahne des Rég Durfort-Montgomery 1661–1665
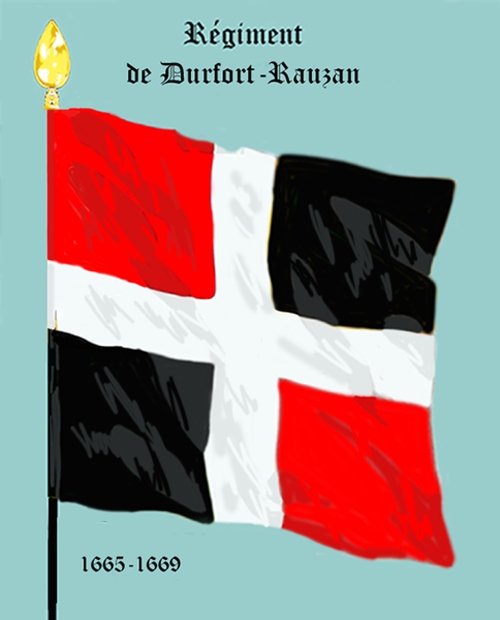
Fahne des Rég de Durfort-Rauzan 1665–1669
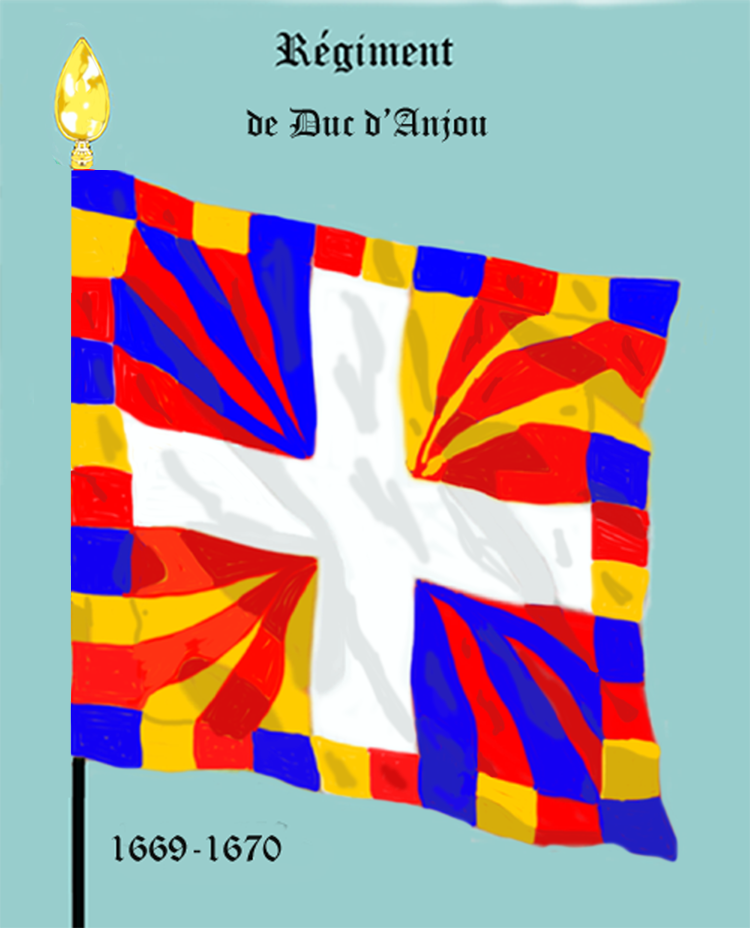
Fahne des Rég Duc d'Anjou 1669–1670
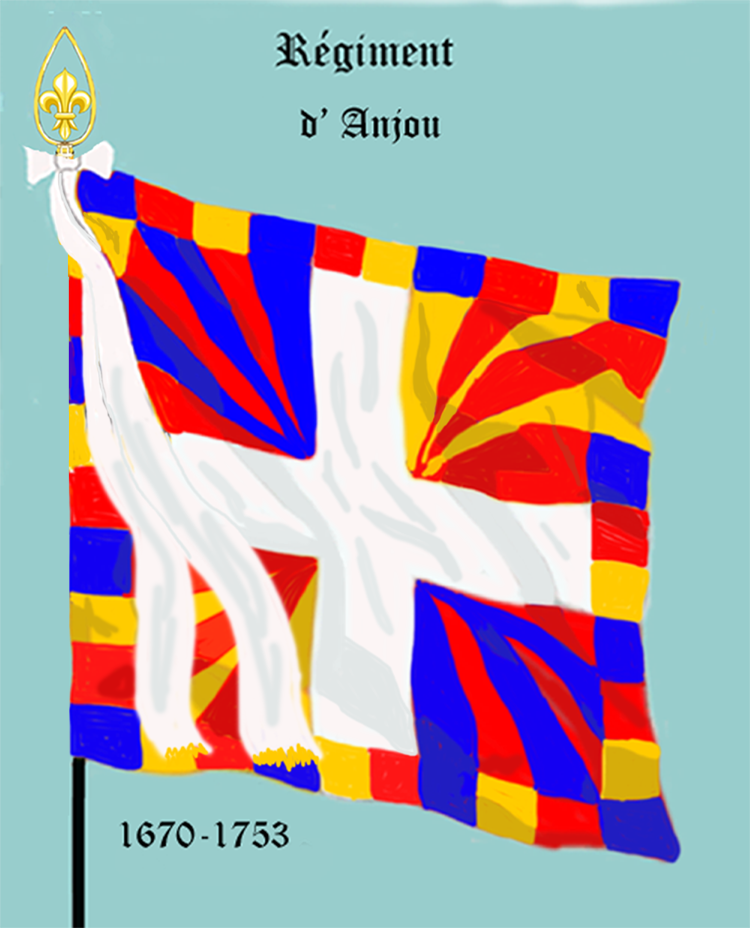
Fahne des Rég Anjou 1670–1753
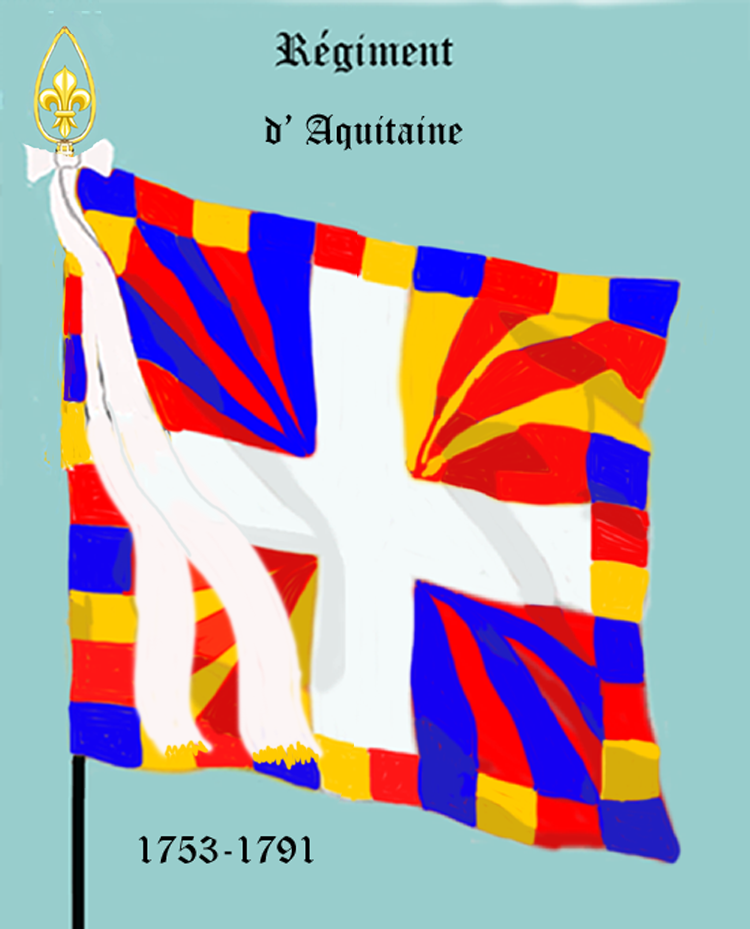
Fahne des Rég Aquitaine
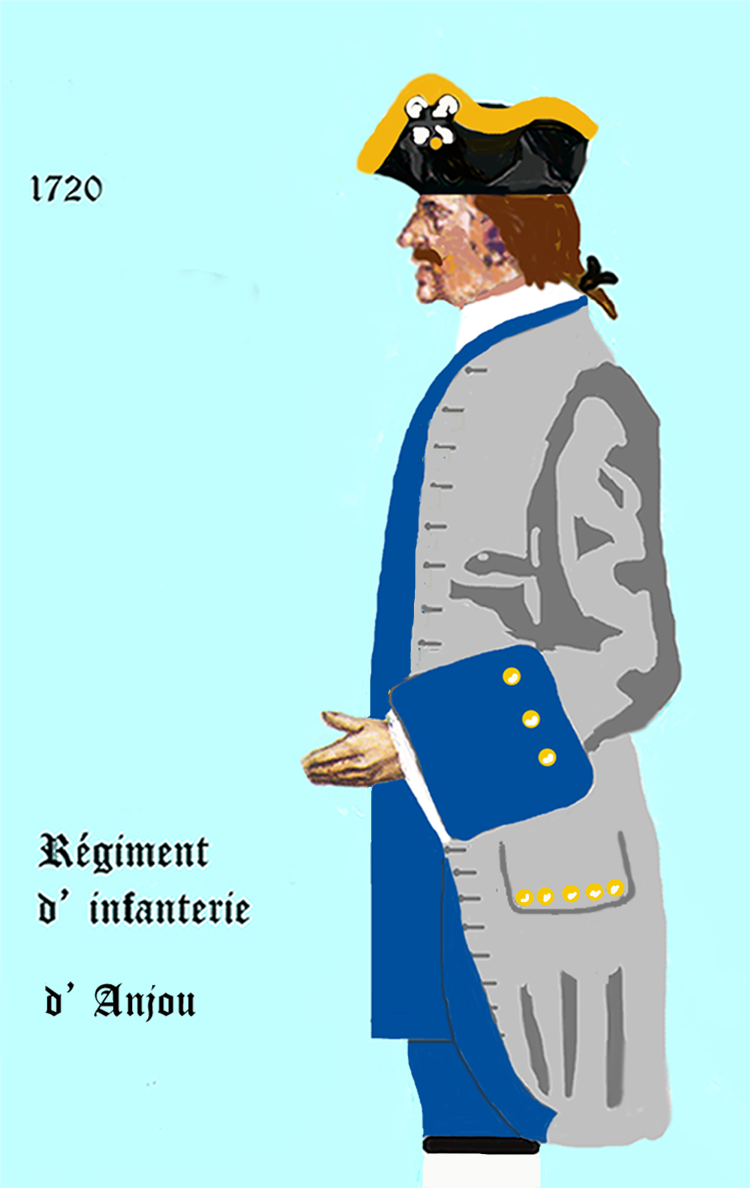
Uniform des Rég Anjou 1720
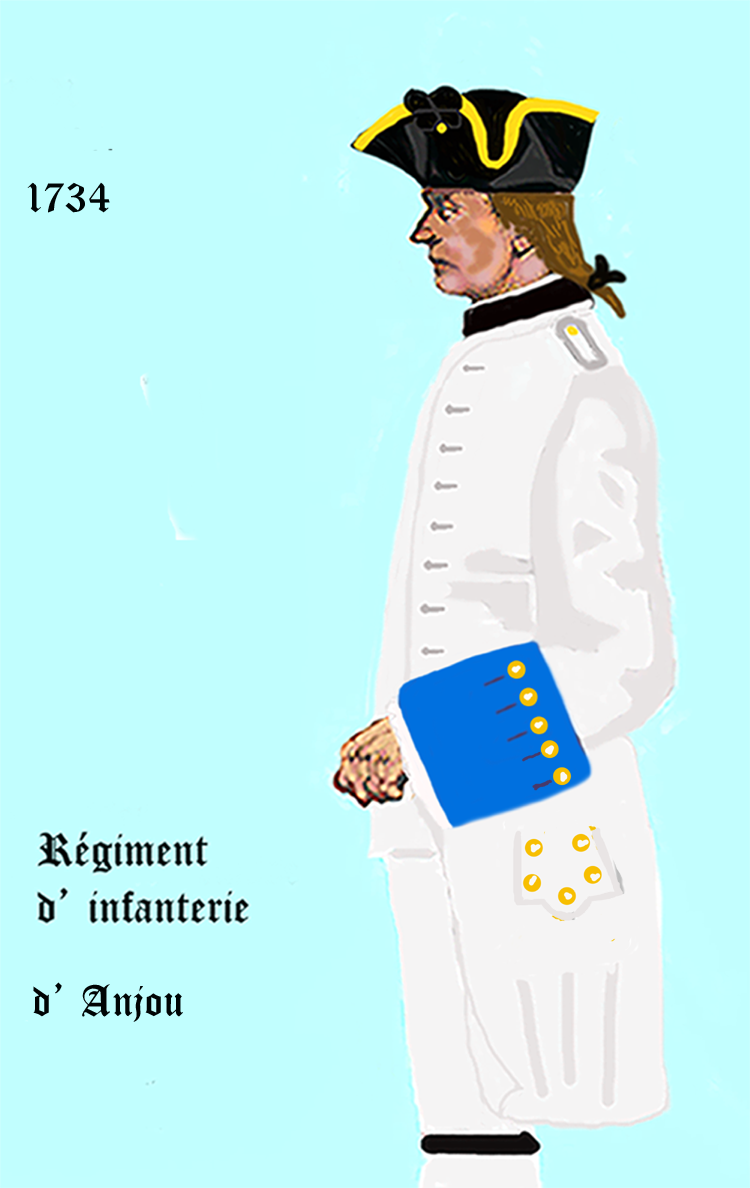
Uniform des Rég Anjou 1734
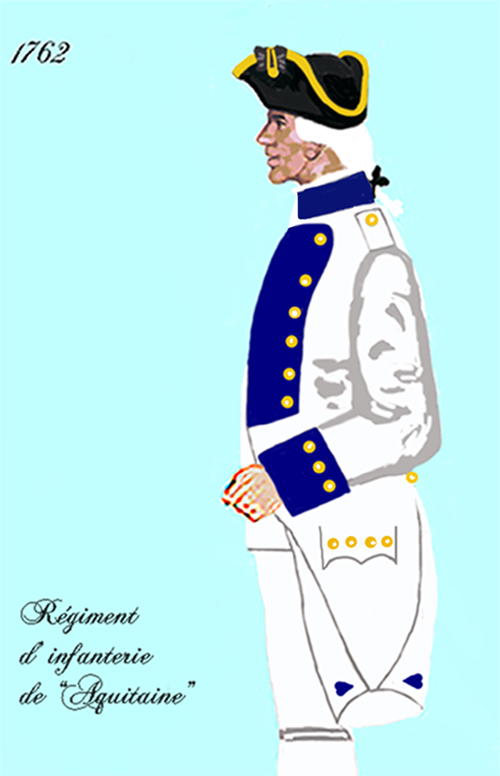
Uniform des Rég Aquitaine 1762–1776
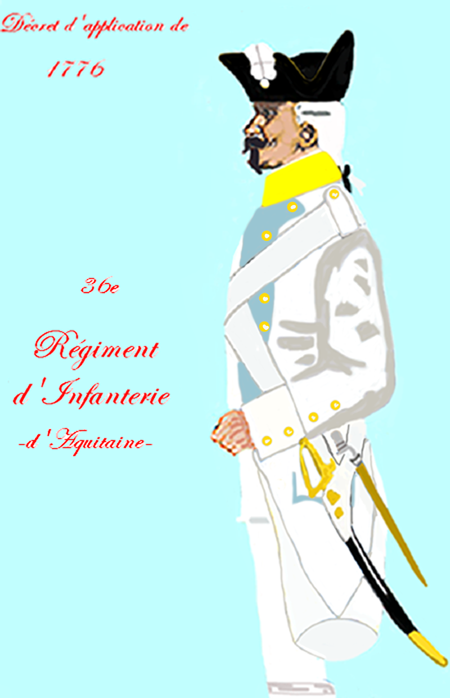
Uniform des Rég Aquitaine 1776–1779
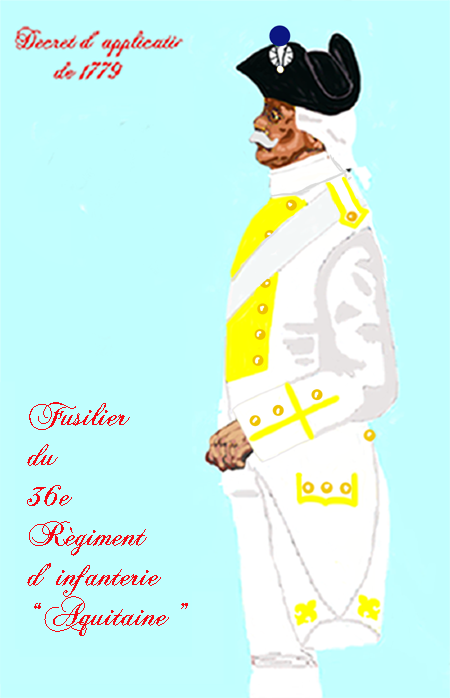
Uniform des Rég Aquitaine 1779–1791
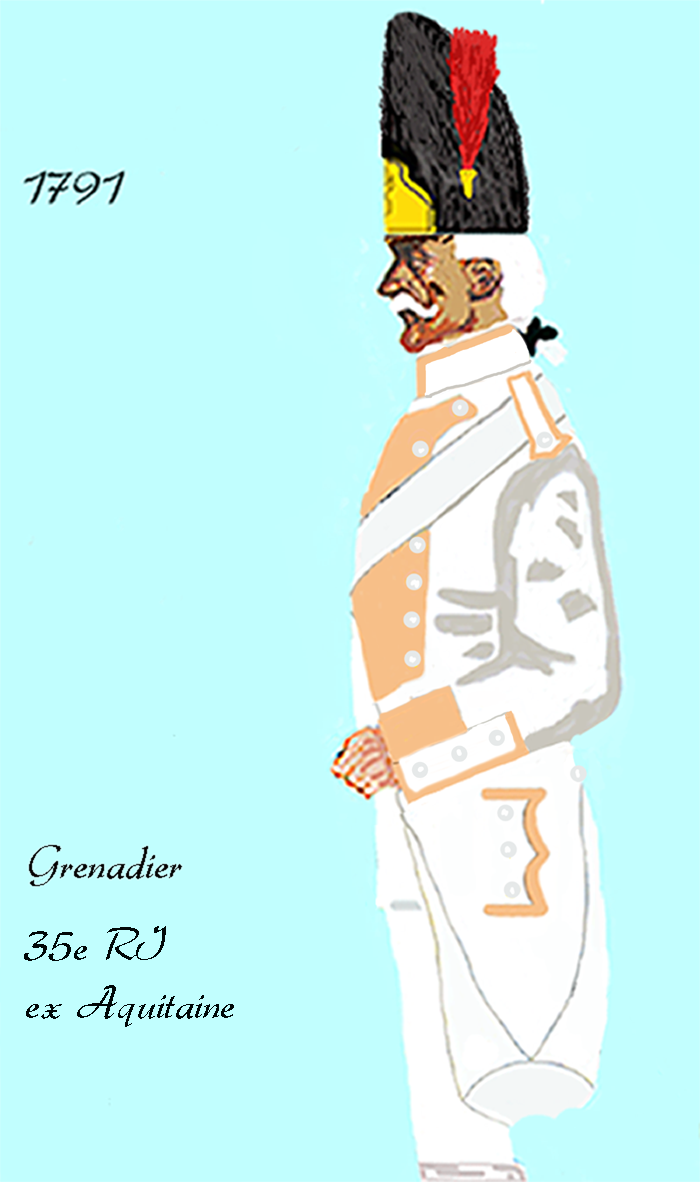
Uniform des 35ee RI ex Rgt Aquitaine 1791

## Abzeichen
Aktuell besteht das Regimentsabzeichen aus einem stilisierten, silbernen Kreuz (aus dem Kreuz-As), dessen Rand einen sitzenden Löwen einfasst. Die Bezeichnung 35e RI ist in Großbuchstaben erhaben geprägt, am Fuß befindet sich ein Wappenschild mit den Farben des Régiment de Némond und der Jahreszahl 1604. Auf dem Rand ist das Motto „Tous gaillards“ eingeprägt.
Der Löwe stellt die Skulptur von Bartholdy des Löwen von Belfort dar, der den Mut der Belforter im Krieg von 1870 symbolisiert. Diese Stadt steht für einen der wenigen Erfolge in diesem Krieg auf französischer Seite.
Ein älteres Abzeichen aus dem Jahre 1939 zeigt ebenfalls den Löwen als Erinnerung an die Belagerung von Belfort. Das Schild bezieht sich auf das Regiment de Némond. Die Jahreszahl erinnert an das Gründungsjahr. Das Kleeblatt (resp. Kreuz-As) steht für den Ehrennamen des Regiments l’As de trèfle.

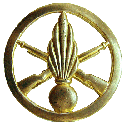
Infanterie-Barettabzeichen

## Mestres de camp/Colonels/Chefs de brigade
Mestre de camp war von 1569 bis 1661 und von 1730 bis 1780 die Rangbezeichnung für den Regimentsinhaber und/oder den tatsächlichen Kommandeur eines Infanterieregiments. Sollte es sich bei dem Mestre de camp/Colonel um eine Person des Hochadels handeln, die an der Führung des Regiments kein Interesse hatte (wie z. B. der König oder die Königin) so wurde das Kommando dem „Mestre de camp lieutenant“ (oder „Mestre de camp en second“) respektive dem Colonel-lieutenant oder Colonel en second überlassen. Die Bezeichnung Colonel wurde von 1721 bis 1730, von 1791 bis 1793 und ab 1803 geführt, von 1793 bis 1803 verwendete man die Bezeichnung Chef de brigade. Ab 1791 gab es keine Regimentsinhaber mehr.

### Ancien Régime
- 1604: de Nemond, Seigneur (Lothringischer Adliger)
- 1625: Jacques de Caumont, Duc (Herzog) de la Force, Maréchal de France
- 1631: François de Caiumont-la Force, Marquis (Markgraf) de Castelmoron
- 1646: François de Caumont-la Force, Comte (Graf) d'Orval
- 1647: François de Béthune-Sully, Marquis de Cugnac
- 1651: Jacques-Henri de Durfort, Comte de Duras, Maréchal de France
- 1661: Guy-Aldonse de Durfort, Comte de Lorges, Maréchal de France
- 1665: Louis de Durfort, Comte de Rauzan
- 1670: Philippe de Bourbon, Duc d’Anjou
- 1671: Bernard de la Guiche, Comte de Saint-Géran
- 1681: Comte de Hautefort
- 1683: Philippe de Bourbon, Duc d’Anjou, später Philipp V. Spanien
- 1697: Marquis de Maulevrier
- 1710: Louis de Bourbon, Duc d’Anjou, später Ludwig XV.
- 1715: Comte de Clermont-Tonnerre
- 1727: Louis de Conflans, marquis d’Armentières
- 1730: Philippe-Louis de Bourbon, Duc d’Anjou
- 1746: François-Charles de Rochechouart, Marquis de Rochechouart-Faudoas

In diesem Zeitraum als Kommandeur gefallen: Louis de Durfort, Comte de Rauzan, gefallen in Iraklio im Kampf gegen die Türken.
- 1753: François-Xavier-Marie-Joseph de France, Duc d’Aquitaine
- 1761: Vicomte de Broglie
- 1785: Marquis de Crillon
- 1788: Comte de Chastenay

### Revolution und Kaiserreich
- 1791: Colonel Louis-Francois-Perrin De Precy[5]
- 1791: Colonel Jean-Louis Dorsner
- 1792: Colonel Jean-Pierre Grain De la Chaise
- 1792: Colonel Jean-Bernard Gauthier de Murnan
- 1792: Colonel Louis-Jacques Ruelle De Santerre

…
- 1803: Colonel Joseph Breissand
- 1811: Colonel Jean-Baptiste Penant
- 1812: Colonel Pierre Figie
- 1815: Colonel Francois-Louis-Julien Buchet

In diesem Zeitraum als Kommandeur gefallen oder verwundet:
Colonel Breissand: verwundet am 15. April 1809;
Colonel Penant: gefallen am 24. Oktober 1812;
Colonel Figie: verwundet am 19. September 1813.
- Zwischen 1804 und 1815 verwundete oder gefallene Offiziere des Regiments:

Gefallen: 13
an ihren Verwundungen gestorben: 15
Verwundet: 94.

### Restauration
- 1815 Colonel Buchet
- 1821 Colonel d’Adhémar
- Colonel de Lauretan
- Colonel Rullière
- Colonel Tarlé
- Colonel Delannoy

### Zweites Kaiserreich
- 1847–1852: Colonel de Berthier de Grandry
- Colonel Dumont
- Colonel Metmann
- Colonel Bigault de Granrut
- Colonel de Roquebrune
- Colonel Mader
- Colonel de La Mariouse
- Lieutenant-colonel (Oberstleutnant) Lecerf
- 1.–7. November 1870: Colonel Bonnet

### III. Republik
- Lieutenant-colonel Lourde-Laplace
- Lieutenant-colonel de La Mure
- Lieutenant-colonel Marty
- Colonel Vanche
- Colonel Beaudouin
- Colonel Boisgard
- Colonel Dutheil de la Rochère
- Colonel Kessler
- Colonel Sartre
- Colonel Nicolas
- Colonel Souvestre
- Colonel Leturc
- Colonel Bertin
- 1910–1912: Colonel Louis Ernest de Maud’huy

### Erster Weltkrieg
- 24. Juni 1912 bis 13. Oktober 1914: Colonel de Mac-Mahon de Magenta
- Lieutenant-colonel Germain
- Colonel Tesson
- Colonel Roland
- Colonel Issaly
- Colonel Sartre
- Lieutenant-colonel Delaperche
- Colonel Clément-Grandcourt

- Während dieser Zeit gefallene Regimentskommandeure:

Colonel Tesson, gefallen am 29. September 1915 bei Suippes;
Lieutenant-colonel Delaperche, gefallen am 26. Februar 1916 beim Angriff auf die Côte de Talou (Verdun).

### Zweiter Weltkrieg
- 1940: Colonel Laurent

### Nach dem Zweiten Weltkrieg
- 1964–1966: Colonel Dufour
- 1966–1968: Colonel Vanbremeersch
- 1968–1969: Colonel de Lavalette
- 1969–1971: Colonel Imbot
- 1971–1973: Colonel Botella
- 1973–1975: Colonel Poudelet
- 1975–1977: Colonel Greyfié de Bellecombe
- 1977–1979: Colonel Jeancolas
- 1979–1981: Colonel Lacapelle
- 1981–1983: Colonel Philippe Thérenty
- 1983–1985: Colonel Philippe Mercier
- 1985–1987: Colonel Maillols*
- 1987–1989: Colonel d’Ornano*
- 1989–1991: Colonel Kaeppelin
- 1991–1993: Colonel Diot
- 1993–1995: Colonel Pelissier
- 1995–1997: Colonel Barlet
- 1997–1999: Colonel Boone
- 1999–2001: Colonel de Foucault
- 2001–2003: Colonel Egnell
- 2003–2005: Colonel Duffour
- 2005–2007: Colonel Dumain
- 2007–2009: Colonel Duval
- 2009–2011: Colonel Rondeau
- 2011–2013: Colonel Bertrand Joret
- 2013–2015: Colonel Ivan Martin
- 2015–2017: Lieutenant-colonel Paul Bury
- 2017–2019: Colonel Christophe Richard
- 2019– : Colonel Jean Augier

## Berühmte Angehörige des Regiments
- Maurice Chevalier 1913–1916
- Auguste de Keralio (Gouverneur unter dem Herzog von Parma) von 1734 bis 1749
- Johann Christian Fischer

## Einsatzgeschichte

### Polnischer Thronfolgekrieg
- 1734: Schlacht bei Parma und Schlacht bei Guastalla

### Krieg um Kreta (1645–1669)
- Bei der Belagerung von Candia

### Französische Revolution und Erstes Kaiserreich
- 1793: Belagerung von Toulon

Zwischen 1793 und 1803 gab es kein 35e régiment d'infanterie
- 1805: Schlacht bei Ulm und Kämpfe bei Wien
- 1806: Lübeck
- 1807: Schlacht bei Preußisch Eylau und Schlacht bei Heilsberg
- 15. April 1809: Im Gefecht bei Pordenone verlor das Regiment seinen Adler, Kämpfe an der Piave, Predi, Raab und in der Schlacht bei Wagram
- 1812: Schlacht um Smolensk, Schlacht bei Borodino, Malojaroslawetz und Krasnoe
- 1813: Glogau, Rosek und Tela
- 1814: Gefecht am Mincio

### 1815 bis 1848
- 1828–1833: Teilnahme an der Expedition von Morée um die Insurgenten im Griechischen Unabhängigkeitskrieg aufzuhalten. Wegnahme von Modon

### Krimkrieg
- 1854: nahm das Regiment am Krimkrieg teil.

### Deutsch-Französischer Krieg
Bei der Kriegserklärung zum (Deutsch-Französischen Krieg) befand sich das „35e régiment de marche“ in Italien, von wo aus es unverzüglich über Paris nach Charleville verlegt wurde. Es nahm am Gefecht bei Chevilly teil und wurde dann nach Belfort beordert, um in seiner Heimatgarnison unter dem Platzkommandanten Colonel Pierre Philippe Denfert-Rochereau die eiserne Speerspitze bei der Verteidigung der Stadt zu werden. Am 18. Februar 1871, nachdem die Festung kapituliert hatte, verließ das Regiment mit militärischen Ehren, nach 103 Tagen der Belagerung die Festung und verlegte zunächst nach Grenoble und dann nach Saint-Étienne, wo die Arbeiterbewegung bereits die Macht übernommen hatte. Hier wurde das Regiment eingesetzt, um den Aufstand zu unterdrücken.
In der „Schlacht bei Champigny“ und in der Schlacht bei Buzenval war das Regiment ebenfalls eingesetzt. Nach der Niederlage in der Schlacht von Sedan musste es sich auf die Hauptstadt zurückziehen, wo es dann von der Regierung in Versailles unter dem Kommando von Colonel de la Mariouse nach Paris zur „Reinigung“ von der Pariser Kommune geschickt wurde.
Zusammen mit dem 42e régiment d’infanterie  (Colonel Avril de Lenclos) bildeten es die 2. Brigade von Général Guilhem. Mit drei Batterien Geschütze Canon de 4 modèle 1858 und einer Pionierkompanie stellten sie die 3. Division von Général de division Blanchard.
- 1871 bis 1914:

Unverzüglich nachdem die Preußen die Festung verlassen hatten, kamen am Mittwoch, den 3. August 1873 drei Kompanien des Regiments per Bahntransport nach Belfort zurück.

### Erster Weltkrieg
Der Erste Weltkrieg ermöglichte es dem Regiment, neuen Lorbeer an seine Fahne zu heften. Auf der Standarte konnten vier neue Inschriften hinzugefügt werden:
Alsace-l’Ourcq (1914)
Champagne (1915)
Verdun (1916)
Reims (1918)
Es kämpfte in der „14e division d’infanterie“ (14. Infanteriedivision – der „As-Division“) was ihm später den Ehrennamen „Régiment de l’As de trèfle“ einbrachte.

#### 1914
- 2.–10. August 1914 – Sicherungs- und Deckungsaufgaben nordöstlich von Belfort in der Region Petit-Croix und Rougemont-le-Château

7. August: Schlacht bei Dornbach
8. August: Rückeroberung von Mülhausen
9. August: heftige Kämpfe vor Riedisheim und Rixheim
- 10.–14. August: – Rückzug auf Reppe und Vauthiermont

13. August: Kämpfe bei Reppe
- 14.–25. August: Wiederaufnahme der Offensive in Richtung Mülhausen

19. August: Gefecht bei Dornach und Wiedereinnahme von Mülhausen
24. August: Rückzug hinter die Front
- 25.–30. August: Transport in den Bereich Villers-Bretonneux

29. August: Bewegung in östlicher Richtung, Kämpfe bei Proyart
- 30. August bis 6. September: Ruhe in Montdidier (Somme), Clermont und Persan-Beaumont und in der Region Louvres
- 6.–13. September: Teilnahme an der Ersten Schlacht an der Marne

6.–10. September: Gefecht an der Ourcq, Kämpfe vor Bouillancy und Acy-en-Multien
10. September: Verfolgungskämpfe über Vaumoise und Vic-sur-Aisne bis Autrêches
- 13. September bis 14. Dezember: Kämpfe an der Aisne (1e bataille de l’Aisne), schwere Gefechte bei Autrêches, Hautebraye, Chevillecourt und Vingré. Stabilisierung der Front und Übernahme eines Verteidigungsabschnitts.

3. August und ab 30. Oktober: Das Regiment war am Angriff auf das Plateau von Nouvron beteiligt
12. November: Angriff nördlich von Vingré und Richtung „la ferme Sainte Léocade“
- 14. Dezember 1914 bis 12. Januar 1915: Ruhe in Hartennes.

#### 1915
- 12.–19. Januar: Angriffe auf Soissons; am 12. und 13. Januar schwere Kämpfe nördlich der Stadt, dann Besetzung eines Frontabschnitts in der Umgebung von Soissons
- 20.–30. Januar: Ruhe in der Region von Montgobert
- 31. Januar bis 4. August: Marsch zur Front und Übernahme eines Abschnitts bei Vingré und Pernant (Minenkrieg)

6. und 16. Juni: Teile des Regiments waren an den Angriffen auf die Ferme Quennevières beteiligt.
- 5.–28. August: Ruhe bei Faverolles

15. August: Bahntransport nach Saint-Hilaire-au-Temple. Arbeitseinsatz in der Region von Suippes
- 29. August bis 2. Oktober: Stellungskämpfe nordwestlich der Ferme des Wacques, am 25. September an schweren Angriffskämpfen in der Champagne (Herbstschlacht in der Champagne) beteiligt
- 3.–20. Oktober: Ruhe bei les Grandes-Loges (ab dem 5. Oktober bei Bussy-le-Château)

ab dem 9. Oktober bei der Jonchery ferme in die zweite Linie eingerückt; Arbeitseinsätze und Ausbildung
- 21. Oktober bis 25. November: Besetzung eines Frontabschnitts bei l’Épine de Vedegrange und östlich davon
- 26. November 1915 bis 12. Februar 1916: Ruhe und Ausbildung bei Mairy sur Marne

ab 9. Dezember: Marsch in Etappen über Thiéblemont-Farémont in die Region Aulnois-en-Perthois; Ruhe und Ausbildung
ab 16. Januar: Marsch nach Camp de Mailly; Ausbildung
ab 2. Februar: Bahntransport in die Region Bar-le-Duc; Ruhestellung

#### 1916
- 12. Februar bis 3. März: Marsch zur Front und Besetzung eines Abschnitts bei Bezonvaux und Étain

21. Februar: Schlacht um Verdun
25. Februar: Rückzug auf die Maashöhen bei Bezonvaux und Eix
26. und 28. Februar: Abwehr starker deutscher Angriffe
2. März: Abwehr deutscher Angriffe auf Vaux-devant-Damloup
- 3. März bis 11. April: Abzug aus der Front, Transport mit LKW nach Haudainville, dann Auffüllung in  Lisle-en-Barrois

ab dem 10. März: Transport in die Region von Neufchâteau und Ruhe in Colombey-les-Belles
ab dem 15. März: Arbeitseinsatz in der Region von Lucey (Abschnitt des 31. Armeekorps)
- 12. April bis 16. Mai: Erneuter Fronteinsatz.

Ab dem 5. Mai: Einsatz vor Verdun. Kämpfe am Teich von Vaux und südlich von Damloup
- 17.–30. Mai: Herausnahme aus der Front und Auffüllung in Revigny

ab dem 21. Mai: Bahntransport in die Region Bruyères; Ruhe in Remiremont
- 31. Mai bis 18. Juli: Verlegung zur Front

ab dem 24. Juni: Besetzung eines Frontabschnitts östlich von Gérardmer, am oberen Bereich des Lauchtals und des Col de la Schlucht
- 18. Juli bis 10. August: Abzug aus dem Frontabschnitt und Bahntransport in die Region von Amiens. Ruhe in Cachy und Gentelles, dann in Hamel und Chipilly
- 11.–27. August: Schlacht an der Somme. Kämpfe an der Somme und im Wald von Riez (der rechte Frontabschnitt wurde am 18. August bis zum Wald von Hem verkürzt.)

am 12., 13., 16., 18. und 24. August: Französische Angriffe. Zusammen mit der 47e division d’infanterie (47. Infanteriedivision) konnte der Wald von Hem erobert werden.
- 28. August bis 7. September: Rücknahme aus der Front. Ruhe in Villers-Bretonneux
- 8.–18. September: Verlegung zur Front. Erneuter Einsatz in der Sommeschlacht

ab dem 12. September Angriffskämpfe nördlich von Bouchavesnes und der Ferme de Bois-l’Abbé, Eroberung von Bouchavesnes
13./14. August: Schwere Kämpfe um die Bois l’Abbé, den Saint-Pierre Vaast Wald und den Germain-Wald.
- 19. September bis 1. Oktober: Herausnahme aus der Front und Bahntransport in die Region Châlons-sur-Marne. Ruhe östlich von Sainte-Menehould.
- 2. Oktober 1916 bis 1. Januar 1917: Verlegung zur Front und Besetzung eines Abschnitts bei Main de Massiges und Vienne-le-Château (dieser wurde am 5. Oktober nach links bis Maisons de Champagne verlängert, dafür am 31. Oktober dann rechts bis hin zur Aisne verkürzt).

#### 1917
- 2. Januar bis 19. Februar: Abzug von der Front und Marsch in Etappen über Vanault-les-Dames, Saint-Amand-sur-Fion und Saint-Ouennach nach Possesse in das Camp de Mailly. Ruhe und Ausbildung

ab dem 25. Januar: Marsch über Châtillon-sur-Marne und Sézanne in die Region von Muizon, Arbeitseinsatz in der 2. Linie
- 20. Februar bis 21. April: Verlegung an die Front und Besetzung eines Abschnitts nördlich von Godat und der Ferme de Luxembourg (Teile des Regiments blieben in Ruhe bis 8. April)

Kämpfe an der Aisne (2e bataille de l’Aisne), am 16. April wurden feindliche Positionen vor Berméricourt erobert.
- 22. April bis 20. Mai: Abzug aus der Front, Transport per LKW in die Region Cumières und Ay; Ruhe

3. Mai: Verlegung nach Ville-en-Tardenois; Ruhe und Ausbildung
- 21. Mai bis 10. Juli: Besetzung eines Frontabschnitts vor Courcy und Loivre
- 11. Juli bis 22. August: Abzug aus der Front, Ruhe und Ausbildung in Damery

16.–22. August: Transport per LKW nach Dommartin-sur-Yèvre; Ruhe
- 23. August bis 14. September: Verlegung in die Region von Verdun, und ab 25. August Besetzung einer Stellung an der Höhe 344 und der Ferme Mormont

9. September: Heftige Abwehrkämpfe an der Höhe 344 (2e bataille offensive de Verdun)
- 15. September bis 3. Oktober: Herausziehung aus der Front, Transport per LKW nach Condé-en-Barrois; Ruhe und Ausbildung
- 4. Oktober 1917 bis 3. Januar 1918: Verlegung an die Front von Verdun. Besetzung eines Frontabschnitts bei Béthincourt und östlich von Forges

#### 1918
- 4.–31. Januar: aus der Front herausgezogen und nach Bar-le-Duc verlegt;

ab dem 8. Januar mit der Bahn in die Region von Bayon transportiert; Ruhe und Ausbildung
- 1. Februar bis 2. April: Besetzung eines Frontabschnitts bei Domèvre und Emberménil
- 3. April bis 9. Mai: Herausziehung aus der Front und Verlegung per Bahn nach Clermont und Liancourt. Ruhe in Breuil-le-Sec

ab dem 7. April: Arbeitseinsatz östlich von Clermont
ab dem 12. April: Transport per LKW in die Region südöstlich von Amiens, dann Verlegung nach Rainneville und Vauchelles-lès-Authie.
ab dem 1. Mai: Transport per LKW nach Abeele
- 10.–30. Mai: Ablösung britischer Truppen im Frontabschnitt vor dem Teich von Dickebusch und der Ferme Godezonne

27. Mai: Kämpfe bei Dickebusch
- 31. Mai bis 14. Juli: Ruhe in Arques, dann in Zuytpeene

ab dem 7. Juni: Transport per Bahn nach Saint-Omer, nordöstlich von Beauvais, Ruhe
ab dem 12. Juni: LKW Transport nach Breteuil; Arbeitseinsatz und Ausbildung
- 15. Juli bis 4. August: Bahntransport nach Coolus, Avize und Vitry-le-François

ab dem 16. August: Kämpfe in der „Bataille de la Montagne de Reims“, während der 2e bataille de la Marne
am 17. und 18. Juli: Kämpfe im Courton-Wald
vom 21. bis 24. Juli: Reserve in der zweiten britischen Linie
ab dem 24. Juli: erneuter Einsatz im Courton-Wlad. Verfolgungskämpfe zur Vesle
- 5. August bis 20. September: Ruhe in der Region von Damery, Cumières; dann Verlegung in Etappen nach Montmirail (Marne)
- 21. September bis 10. Oktober: Transport per LKW nach östlich von Châlons-sur-Marne

ab dem 26. September: Einsatz bei Perthes-lès-Hurlus und östlich von Mesnil-les-Hurlus in der „Schlacht von Somme-Py“ (Bataille de Champagne et d'Argonne). Es gelang der Einheit dann noch, bei Tahure ein deutsches Grabensystem einzunehmen.
vom 29. September bis 4. Oktober: als Reserve in der zweiten Linie
- 11.–30. Oktober: Ruhe in Vitry-le François
- 30. Oktober bis 10. November: Verlegung in die Region von Somme-Py, Verstärkung der zweiten Linie
- 11. November: zur Auffrischung nach Tourteron und Baalon, wo sich die 14. Infanteriedivision zum Zeitpunkt des Waffenstillstands befand.

#### Zwischenkriegszeit
Nach dem Ende des Krieges rückte das Regiment am 8. März 1919 im Triumph in seine Garnison ein.

#### Zweiter Weltkrieg
Im Jahre 1940 stand das Regiment unter dem Kommando von Colonel Laurent und war der „14e division d’infanterie“ (14. Infanteriedivision) des Generals De Lattre de Tassigny zugeteilt. Diese gehörte zur Reserve des „Grand Quartier Général“ (Hauptquartier) von General Gamelin.
Wiedererrichtet im Jahre 1944 erhielt es auf Betreiben des Maquis de Bourgogne und des Département Yonne die neunte Inschrift auf der Regimentsfahne: „Résistance Bourgogne (1944.)“

#### 1945 bis heute
Nach der Besetzung Deutschlands kämpfte das „Bataillon de marche du 35e RI“ (Marschbataillon des 35. Infanterieregiments) im Fernen Osten; und war dann an Missionen in Nordafrika (in Tunesien und Algerien) beteiligt. Es war hier in der Region Colomb-Béchar garnisoniert.
Das 1. Bataillon operierte im Norden von Constantine im Bereich von Saint-Charles. Der Stab lag zuerst in Sidi Kamber, dann in Sidi Mesrich.
- Die Kompanien waren eingesetzt:

1. Kompanie in Sidi Kamber;
4. Kompanie in Sidi Mesrich;
3. Kompanie in Oum Toub;
2. Kompanie in Beni Ouelbane mit einem Vorposten in Gourmata (poste du Sergent Roy) und einem zeitweiligen Vorposten in Bordj du Café Maure.
- Kommandeur des I/35: Commandant Maillot dann Commandant Sautour.

Chef 2. Kompanie: Capitaine Viel dann Capitaine Frath.
Offiziere der 2. Kompanie:Lieutenant Dupuis, Lieutenant Rioux, Lieutenant Rapin (gefallen), Sous/Lieutenant Blondelle, Catoire, Langlet, Dernoncourt …
Zurück in der Heimat wurde 1973 in der traditionellen Garnison Belfort aus dem I. Marschbataillon 35 im Juni 1964 wieder das „35e régiment d’infanterie mécanisé“ aufgestellt. Es wurde hier in zahlreiche taktische Versuche eingebunden.
Weiterhin nahm es an mehreren NATO- und UNO-Operationen teil, so fand man die „Kerle“ (Gaillards) des 35e RI in Bosnien-Herzegowina, im Kosovo und in Afrika.
Im Oktober 2000 wurde das 35e RI als erste Einheit mit dem neuen Schützenpanzerwagen VBCI ausgerüstet.
Von der Neuausrichtung des französischen Heeres 2016 war die Einheit nicht betroffen.

## Ehrenvolle Erwähnungen auf der Regimentsfahne

Die jetzige Fahne wurde dem Regiment am 10. Juli 1880 durch den Präsidenten der französischen Republik übergeben und trägt die folgenden ehrenvollen Erwähnungen:
- 1809: „Wagram“ – Für die Schlacht bei Wagram
- 1812: „Moskowa“ – Für die Teilnahme am Russlandfeldzug 1812
- 1830: „Alger“ – Für die Kämpfe in Algerien
- 1854: Sébastopol – Für die Belagerung von Sewastopol

nach 1880 wurde hinzugefügt:
- 1914: „Alsace l’Ourcq“ – Für die Kämpfe im Elsaß
- 1915: „Champagne“ – Für die Kämpfe in der Champagne
- 1916: „Verdun“ – Für die Schlacht um Verdun
- 1918: „Reims“ – Für die Kämpfe bei Reims
- 1944: „Résistance Bourgogne“ – Für die Widerstandskämpfe in Burgund
- 1952–1962: „AFN“ – Für die Kämpfe in Nordafrika[10]

## Ehrungen
Die Fahne ist mit dem Croix de guerre mit vier Palmenzweigen dekoriert. Außerdem mit der „Fourragère“ in den Farben und mit dem Band der Médaille militaire. (Verliehen am 17. November 1918)

## Das 35eRI heute
Das Regiment besteht aus 1200 Angehörigen, die sich aus Berufs- und Zeitsoldaten zusammensetzen. Es gehört zur 7e brigade blindée (7. Panzerbrigade) und kann für operative Missionen und Auslandsoperationen eingesetzt werden. Es erhielt als erstes die Fahrzeuge vom Typ „Véhicules blindés de combat de l’infanterie“ (VBCI).
Das Regiment ist in der „Caserne de Maud' Huy“, (16 avenue d'Altkirch) in Belfort untergebracht.

### Organisation
- 4 Mechanisierte Infanteriekompanien zu je vier Zügen und ein Unterstützungszug[11].
  - 1 Aufklärungs- und Unterstützungskompanie (CEA)
  - 1 Panzerabwehrzug (SAC)
  - 1 Regimentsaufklärungszug (SRR)
  - 1 Scharfschützenzug (STE)
  - 1 Zug zur Aufklärung und Sicherung des vorgesehenen Anlaufpunktes der nachfolgenden Einheit (Section d'Aide à l'Engagement Débarqué – SAED)
- 1 Stabs- und Versorgungskompanie
- 1 Ausbildungs- und Unterstützungskompanie
- 2 Reservekompanien (seit August 2006)

### Ausstattung
- Schützenpanzerwagen Véhicule Blindé de Combat d’Infanterie (VBCI)
- Transportpanzerwagen Véhicule de l’avant blindé (VAB)
- Aufklärungs- und Führungspanzerwagen Véhicule Blindé Léger (VBL)
- Lkw 0,75 to Véhicules roues légers (Peugeot P4)
- Lkw 2 to Véhicules roues lourds (TRM 2000)
- Panzerabwehrlenkraketen MILAN und Eryx
- Schweres Maschinengewehr Browning M2
- Mörser 81 mm